# 乔治·皮杜尔
乔治-奥古斯丁·皮杜尔（法語：Georges-Augustin Bidault，法語發音：[ʒɔʁʒ oɡystɛ̃ bido]；1899年10月5日—1983年1月27日）法国政治家，第二次世界大战期间积极参加抵抗运动。1945年，曾代表法国出席旧金山会议，签署联合国宪章。战后，皮杜尔曾多次担任总理和外交部长的职务，但在针对阿尔及利亚独立问题上与总统戴高乐分道扬镳、水火不容，之后加入秘密军事组织。1963年避居巴西，1968年五月风暴后回到巴黎，从此不再积极参与政治活动。1983年去世後安葬於伊夫林省的拉塞勒莱博尔德公墓。